# Valeri Senderov
Valeri Senderov (en ruso: Валерий Сендеров; 17 de marzo de 1945–12 de noviembre de 2014) fue un disidente soviético, matemático, profesor, y defensor de los derechos humanos conocido por su lucha contra el antisemitismo en las instituciones estatales.

## Trayectoria
Senderov nació el 17 de marzo de 1945 en Moscú. En 1962, fue aceptado en el prestigioso Instituto de Moscú de Física y Tecnología, donde estudió matemáticas. En 1968, justo antes de finalizar su tesis doctoral, Senderov fue expulsado por difundir "literatura filosófica", eufemismo empleado para todo aquello que la censura considerase antisoviético. Tuvo la oportunidad de terminar sus estudios en 1970.
En los 70, Senderov enseñó matemáticas en la Segunda Escuela de Matemáticas, en Moscú. Hacia el fin de la década, se alistó en las filas de la Unión de Solidaristas Rusos, una organización anticomunista encabezada por emigrantes rusos, y también en el Servicio Internacional para los Derechos Humanos. En los 80, Senderov fue uno de los dirigentes del Servicio Internacional para los Derechos Humanos y uno de los fundadores de la Asociación Libre Interprofesional de Trabajadores, el primer sindicato en la Unión Soviética fuera del control gubernamental.
En 1982, Senderov fue arrestado por el KGB por la publicación de artículos anticomunistas en diarios de lengua rusa que se imprimían en el extranjero, en particular la revista Posev (Sowing) y el diario Russkaya Mysl. Después de su arresto, Senderov admitió abiertamente al KGB que era miembro de la Unión de Solidaristas Rusos, siendo uno de los dos miembros de este grupo declarados abiertamente como tales, en la URSS. En su juicio, Senderov declaró que era miembro de grupos anticomunistas y expresó que continuaría luchando contra el régimen soviético cuando fuese liberado de la cárcel. Fue sentenciado a 7 años de trabajos forzados y un posterior exilio de 5 años.
Fue enviado a un campo para prisioneros políticos cercano a Perm, donde pasó mucho tiempo en aislado en una celda fría y con racionamiento de comida por su negativa a acatar las reglas de la prisión. Rechazó seguirlas como protesta por la confiscación de su Biblia y por la prohibición de estudiar matemáticas. En 1987, Senderov fue puesto en libertad y, en 1988, se convirtió en el dirigente de la Unión de Solidaristas Rusos en la URSS, ofreciendo la primera rueda de prensa en este puesto oficialmente en 1988. Durante el periodo de la perestroika, la Unión de Solidaristas tomó parte activa en el apoyo a los partidos de la oposición. A lo largo de su vida, Senderov produjo docenas de artículos sobre política en revistas, diarios y antologías, así como diversos trabajos matemáticos sobre análisis funcional. También escribió tres libros.

## Muerte
Murió a los 69 años, el 12 de noviembre de 2014, en Moscú.